# Hrvoje Hribar
Hrvoje Hribar, est un réalisateur croate, né le 13 juillet 1962 à Zagreb.

## Filmographie
Réalisateur et Scénariste
- 2005 : What's a man without a moustache ? (Sto je muskarac bez brkova)
- 1997 : Tranquillizer Gun (Puska za uspavljivanje)
- 1994 : (Between Zaghlul and Zaharias)
- 1991 : (Hrvatske katedrale)

Acteur
- 1997 : Pont Neuf de Zeljko Senecic
- 1997 : (Rusko meso)
- 1994 : (Mrtva tocka) Téléfilm